# Calle del Olmo

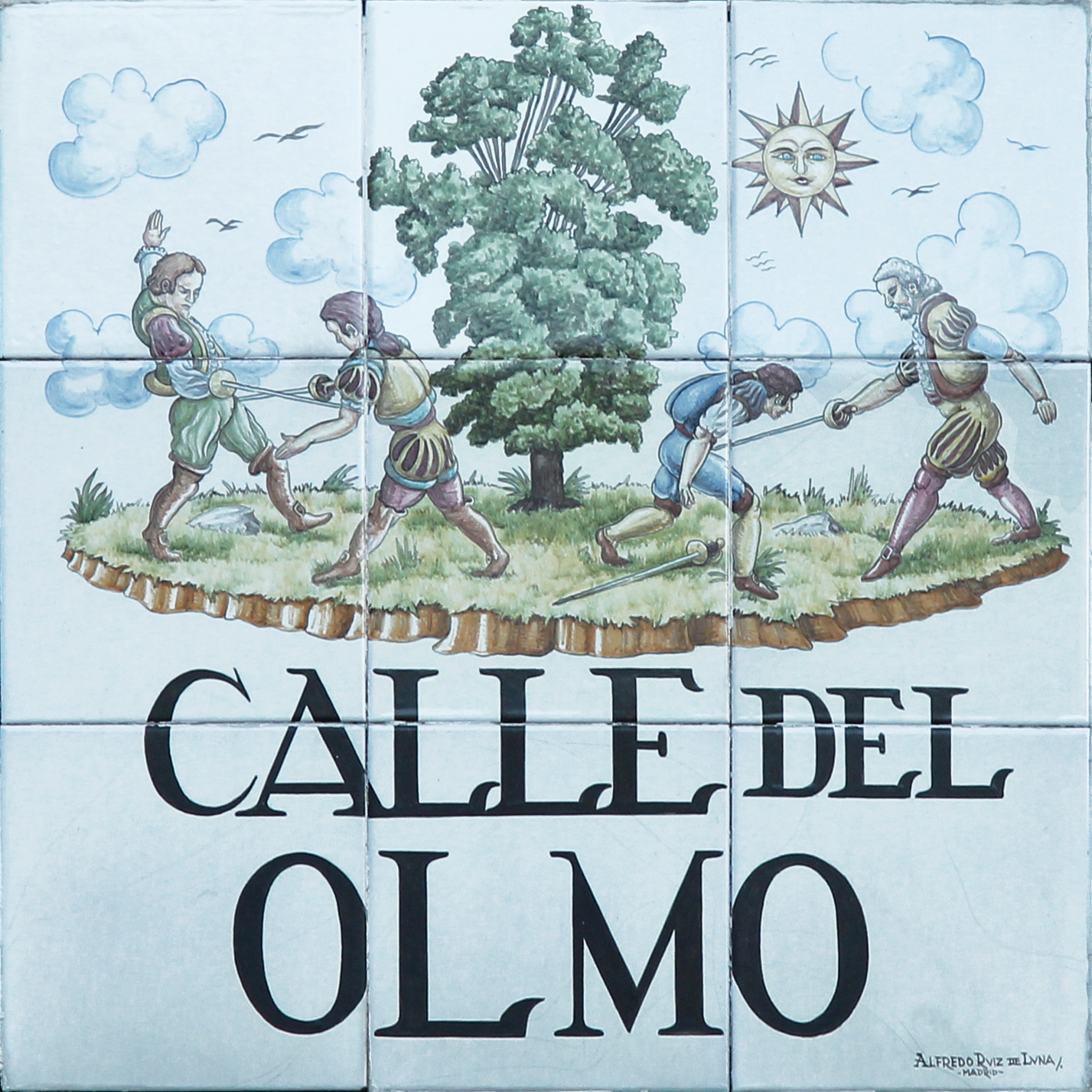
Calle del Olmo, en Madrid. Callejero de azulejos del ceramista Ruiz de Luna.

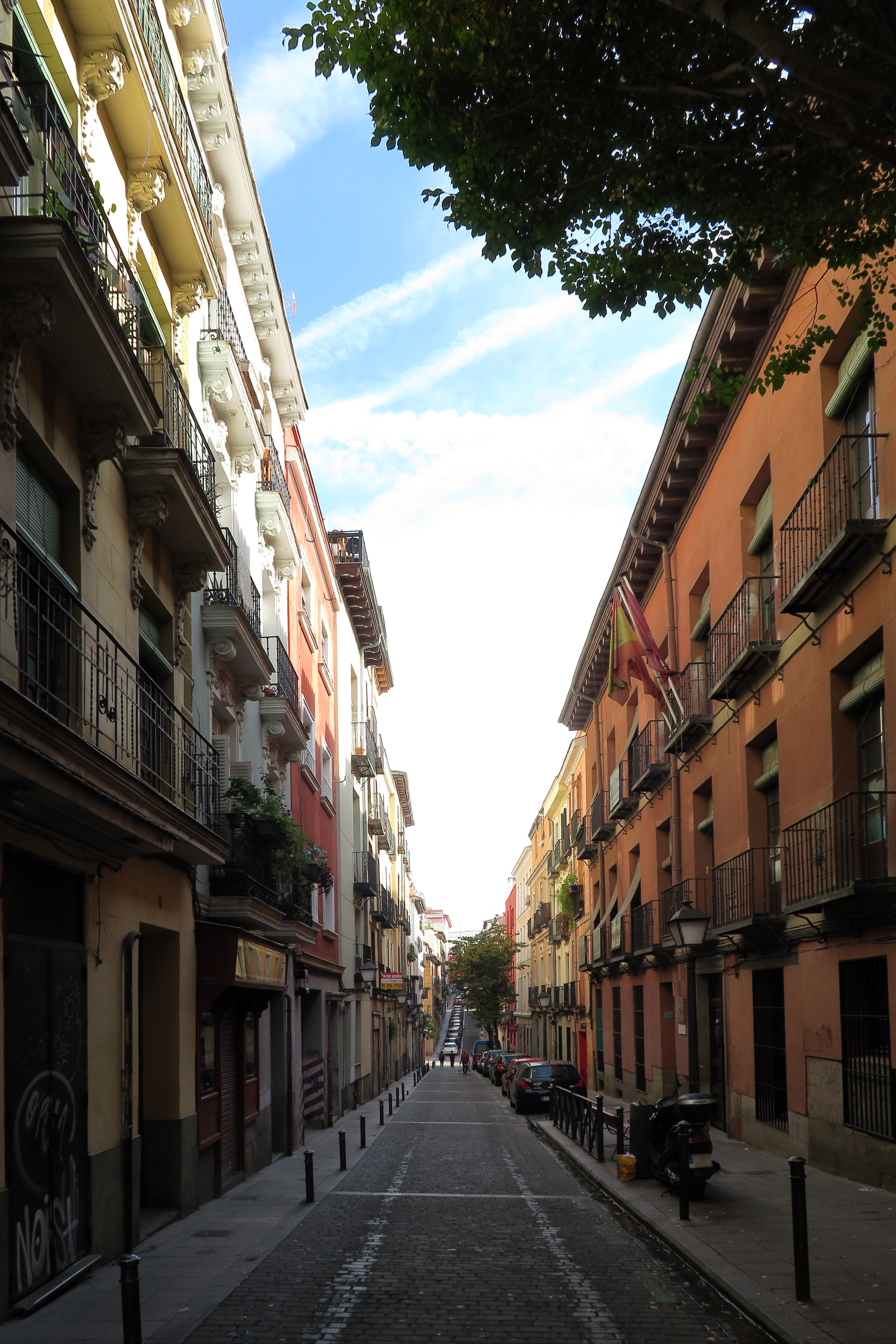
Calle del Olmo, desde el número 5 (en 2016)

La calle del Olmo es una pequeña y antigua vía en el barrio de Embajadores del distrito Centro de Madrid. Sube desde la calle de Santa Isabel hasta la calle del Olivar (que se prolonga luego en la calle del Calvario hasta la de Jesús y María). Tuvo una gran tradición como enclave de vecinos de la farándula madrileña en los últimos años del siglo XIX e inicio del siglo XX.

## Historia
Enclavada entre los antiguos barrios de Ministriles y de la Torrecilla del distrito del Hospital, tomó su nombre, según la leyenda, del combate en desafío que libraron cuatro caballeros luchando por los derechos del Hospital de Atocha. El conflicto lo originó la cesión que hizo Carlos V del santuario de la Virgen de Atocha y todas sus dependencias a los dominicos. Dos de los dichos caballeros reclamaron indemnización 'ante el Real atropello', negándole al emperador derecho de desahucio, y saliendo los otros dos caballeros en defensa del hijo de los Reyes Católicos.
Estuvo en el número 4 de esta calle, antes de convertirse en casa de vecinos y luego en el colegio público de educación primaria Antonio Moreno Rosales, el que fuera antiguo palacio del marqués de Molins, Mariano Roca de Togores. El noble erudito, presidente del Ateneo de Madrid entre 1874 y 1876, era aficionado a montar en su casa tertulias literarias, llegando a redactarse un "periódico íntimo" con el título de El Belén, en el que participó la flor y nata de los intelectuales del momento. El edificio del colegio alberga la sede de la Asociación Española del Profesorado de Historia y Geografía (AEPHG). 
Otra ilustre vecina de la calle fue Antonia Mercé y Luque, célebre bailarina y coreógrafa hispanoargentina más conocida como La Argentina, que a sus 46 años de edad "cayó, como si hubiera sido fulminada por un rayo, al recibir la noticia de la sublevación contra la República del ejército de África, el 18 de julio de 1936". Una modesta placa conmemorativa la recuerda junto al balcón de la casa en la que transcurrió su infancia y adolescencia.

### Calle del gremio teatral
La cercanía del antiguo barrio de las musas del Siglo de Oro español, debió de influir en que ya en la segunda mitad del siglo XIX se reunieran en esta calle muy diversos personajes de la farándula y el oficio teatral madrileño. Así, por ejemplo, en el número 2 vivió el actor Juan Balaguer (en los años en que llevó a los escenarios al Andrés de Juan José, el Gaunio de La fierecilla domada y el César Mediano de Los gansos del Capitolio). Otra actriz importante, María Gámez, se crio en el número 8; mientras el edificio de al lado, siendo aún seminarista, sobrevivía el que luego sería autor de renombre César García Iniesta. Y en la casa siguiente, número 12 de esta calle, otro escritor Luis Taboada, sacaba adelante su obra festiva. Portal siguiente, el 14 de la calle del Olmo, allí tuvo local la sastrería teatral de la Ciudad de Vila. Y por fin, en el 21, eran vecinos Nieves Suárez y el singular apuntador Luis Balanza, que tenía instalado en su casa un teatrito al que podía asistir todo aquel que tuviera 25 céntimos para la entrada.
Todavía en el inicio del siglo XXI, se conserva en el número 4 de esta calle la colección de Julián Mateos, heredero del tesoro de una de las familias de carpinteros y oficiales de utilería y decorados teatrales y de cine, más antiguas de Madrid (y de este gremio del mundo del espectáculo en España). Un laberinto de salas, dependencias y bodegas guardan "cientos de miles de objetos" capaces de recuperar la apariencia del pasado, objetos que en otras épocas "han decorado palacios y mazmorras, en tiempos de paz y de guerra", y que resucitaron en superproducciones como Spartacus, Conan, El Cid o La caída del Imperio romano.

### Calle galdosiana enMisericordia
Cronista singular del Madrid decimonónico, Benito Pérez Galdós inmortaliza en su obra el ambiente y la vecindad de esta calle en dos fragmentos del capítulo octavo de una de sus mejores novelas, Misericordia:

"Tantas desdichas, parecerá mentira, no eran más que el preámbulo del infortunio grande, aterrador, en que el infeliz linaje de los Juárez y Zapatas había de caer, la boca del abismo en que sumergido le hallamos al referir su historia. Desde que vivían en la calle del Olmo, Doña Francisca fue abandonada de la sociedad que la ayudó a dar al viento su fortuna, y en las calles del Saúco y Almendro desaparecieron las pocas amistades que le restaban. Por entonces la gente de la vecindad, los tenderos chasqueados y las personas que de ella tenían lástima empezaron a llamarla Doña Paca, y ya no hubo forma de designarla con otro nombre. Gentezuelas desconsideradas y groseras solían añadir al nombre familiar algún mote infamante: Doña Paca la tramposa, la Marquesa del infundio."
Galdós, en el capítulo VIII de Misericordia.

"De la noche a la mañana, viviendo la familia en la calle del Olmo, se iniciaron, sin saber cómo, no sé qué relaciones telegráficas entre Obdulia y un chico de enfrente, cuyo padre administraba una empresa de servicios fúnebres. El bigardón aquel no carecía de atractivos: estudiaba en la Universidad y sabía mil cosas bonitas que Obdulia ignoraba, y fueron para ella como una revelación. Literatura y poesía, versitos, mil baratijas del humano saber pasaron de él a ella en cartitas, entrevistas y honestos encuentros."
Galdós, en el capítulo VIII de Misericordia.

El galdosista Joaquín Casalduero, en su ejemplar estudio de Misericordia, explica ciertas claves de la mirada literaria de Galdós muy presentes en estos párrafos seleccionados, "...su amargo pesimismo al contemplar la realidad española, se deshace en ironía, optimismo y bondad al soñar en un futuro mejor".